# Giuseppe Di Brocchetti
Giuseppe Di Brocchetti, Barone (1772 – Napoli, 15 gennaio 1845), è stato un generale e politico italiano, che dal 1836 al 1845 ricoprì l'incarico di Ministro di Guerra e Marina del Regno delle Due Sicilie sotto i governi di Carlo Avarna di Gualtieri, Girolamo Ruffo e Giuseppe Ceva Grimaldi Pisanelli di Pietracatella.

## Biografia
Nacque nel 1772. Entrato in servizio nell'esercito del Regno di Napoli come ufficiale del genio militare, divenne fedele aiutante di re Gioacchino Murat. Partecipò alla campagna del 1814 come comandante del 2º Reggimento di linea, venendo insignito del titolo di Cavaliere del Reale e militare ordine di San Giorgio della Riunione. Partecipò alla guerra austro-napoletana distinguendosi particolarmente nel corso della battaglia di Occhiobello (8-9 aprile 1815), tanto che venne elevato dal re allo stato nobiliare di Barone.
Dopo la restaurazione del 1815 non si verificarono epurazioni tra i militari che avevano servito sotto Murat, ed egli entrò al servizio di re Ferdinando I con il grado di colonnello. Con decreto del 28 gennaio 1817 fu nominato direttore del Deposito della guerra, mentre con decreto del 4 giugno dello stesso anno Ferdinando Visconti assunse la direzione dell'Ufficio topografico.
Il 23 aprile 1819 fu insignito del titolo di Commendatore dell'Ordine di San Giorgio della Riunione. Promosso Maresciallo di campo, il 25 settembre 1832 il re Ferdinando II lo nominò Consultore della Consulta dei Domini al di qua del Faro in sostituzione del Maresciallo Vincenzo D'Escamard.
Il 9 novembre 1836 fu nominato Ministro di guerra e marina,  in sostituzione del deceduto tenente generale Giambattista Fardella, ricoprendo tale incarico sino alla sua morte, e prestando servizio sotto i governi di Carlo Avarna di Gualtieri, Girolamo Ruffo e Giuseppe Ceva Grimaldi Pisanelli di Pietracatella. Afflitto da problemi di saluta sin dal 1842, continuò a ricoprire il suo incarico fino a quando non si spense il 15 gennaio 1845. Fu sostituito alla direzione del Ministero di Guerra e Marina il giorno 21 dello stesso mese dal brigadiere capo dello Stato maggiore cavaliere don Giuseppe Garzia.

## Pubblicazioni
- Istruzioni concernenti l'ingerenza Amministrativa cui vengono chiamati ad esercitare verso i Corpi del Real Esercito i Generali Comandanti di Brigata nella qualità di Delegati dei Generali Ispettori, 1842.
- Regolamento tendente a diminuire possibilmente i pericoli di abbordaggio ai piroscafi approvato da S.M. in data 26 aprile 1843, Reale tipografia della guerra, Napoli, 1843.

### Fonti
1. 1 2 3 4  Stopiti 1875, p. 1.
2. 1 2  Valeri 2020, p. 236.
3. ↑  Del Pozzo 1857, p. 402.
4. ↑  Costabile 1845, p. 8.
5. ↑  Del Pozzo 1857, p. 430.
6. ↑  Del Pozzo 1857, p. 501.
7. ↑  Costabile 1845, p. 12.
8. ↑  Costabile 1845, p. 15.